# Simón Ramírez Cuevas
Simón Alonso Ramírez Cuevas (Chile, 3 de noviembre de 1998) es un futbolista profesional chileno. Juega de lateral derecho y su equipo actual es Unión Española de la Primera División de Chile.

## Trayectoria
Comenzó su carrera en las juveniles de Huachipato en Talcahuano, ahí subió al primer equipo volviéndose una pieza regular para el técnico Miguel Ponce en el primer equipo. Debutó en el profesionalismo el 12 de marzo de 2016 cuando entró titular el partido que enfrentó a su escuadra contra O'Higgins partido válido por la novena fecha del torneo de clausura 2015-16.

### S. L. Benfica B
En 2017, luego de los problemas de los acereros por retener al jugador, partió como libre al equipo portugués S. L. Benfica B.

## Estadísticas
| Club                              | Div           | Temporada     | Liga  | Liga  | Copas nacionales | Copas nacionales | Copas internacionales | Copas internacionales | Total | Total |
| Club                              | Div           | Temporada     | Part. | Goles | Part.            | Goles            | Part.                 | Goles                 | Part. | Goles |
| --------------------------------- | ------------- | ------------- | ----- | ----- | ---------------- | ---------------- | --------------------- | --------------------- | ----- | ----- |
| Huachipato · Chile                | 1.ª           | 2015-16       | 8     | 0     | 4                | 0                | —                     | —                     | 12    | 0     |
| Huachipato · Chile                | 1.ª           | 2016-17       | 10    | 0     | 0                | 0                | —                     | —                     | 10    | 0     |
| Huachipato · Chile                | Total club    | Total club    | 18    | 0     | 4                | 0                | 0                     | 0                     | 22    | 0     |
| S.L. Benfica B Portugal           | 2.ª           | 2016-17       | 6     | 0     | 0                | 0                | 0                     | 0                     | 6     | 0     |
| S.L. Benfica B Portugal           | 2.ª           | 2017-18       | 14    | 0     | 0                | 0                | 3                     | 0                     | 17    | 0     |
| S.L. Benfica B Portugal           | 2.ª           | 2018-19       | 4     | 0     | 0                | 0                | 1                     | 0                     | 5     | 0     |
| S.L. Benfica B Portugal           | Total club    | Total club    | 24    | 0     | 0                | 0                | 4                     | 0                     | 28    | 0     |
| Belenenses SAD Portugal           | 1.ª           | 2019-20       | 1     | 0     | 1                | 0                | 0                     | 0                     | 2     | 0     |
| Belenenses SAD Portugal           | Total club    | Total club    | 1     | 0     | 1                | 0                | 0                     | 0                     | 2     | 0     |
| Universidad de Concepción · Chile | 1.ª           | 2020          | 30    | 1     | 0                | 0                | —                     | —                     | 30    | 1     |
| Universidad de Concepción · Chile | Total club    | Total club    | 30    | 1     | 0                | 0                | 0                     | 0                     | 30    | 1     |
| Unión La Calera · Chile           | 1.ª           | 2021          | 14    | 1     | 2                | 0                | 6                     | 0                     | 22    | 1     |
| Unión La Calera · Chile           | 1.ª           | 2022          | 11    | 0     | 2                | 0                | 5                     | 1                     | 18    | 1     |
| Unión La Calera · Chile           | Total club    | Total club    | 25    | 1     | 4                | 0                | 11                    | 1                     | 40    | 2     |
| Unión Española · Chile            | 1.ª           | 2023          | 0     | 0     | 0                | 0                | —                     | —                     | 0     | 0     |
| Unión Española · Chile            | 1.ª           | 2024          | 0     | 0     | 0                | 0                | —                     | —                     | 0     | 0     |
| Unión Española · Chile            | Total club    | Total club    | 0     | 0     | 0                | 0                | 0                     | 0                     | 0     | 0     |
| Total carrera                     | Total carrera | Total carrera | 98    | 2     | 9                | 0                | 15                    | 1                     | 122   | 3     |
| 1. 2. 3.                          |               |               |       |       |                  |                  |                       |                       |       |       |